# Łucka-Kolonia
Łucka-Kolonia – wieś w Polsce położona w województwie lubelskim, w powiecie lubartowskim, w gminie Lubartów.
W latach 1975–1998 miejscowość administracyjnie należała do ówczesnego województwa lubelskiego.
Wieś stanowi sołectwo gminy Lubartów. Według Narodowego Spisu Powszechnego (III 2011 r.) wieś liczyła  mieszkańców.
Wieś jest siedzibą rzymskokatolickiej parafii Miłosierdzia Bożego w Łucce.
Część wiernych Kościoła rzymskokatolickiego należy do parafii Matki Bożej Nieustającej Pomocy w Lubartowie.